# Daiki
Daiki (だいき) est un prénom japonais masculin.

## En kanji
Kanjis fréquemment utilisés : 
- 大樹 : grand arbre
- 大貴 : grande estime, grand et noble
- 大基 : grand fondement
- 大輝 : grande splendeur
- 大記 : grande description, grand et écrire
- 大紀 : grande période
- 大騎 : grand cavalier
- 大己 : grand soi
- 大喜 : grande joie, grand plaisir
- 大規 : grande loi
- 大気 : grand esprit
- 大季 : grande saison
- 大希 : grand et rare ou grand espoir

## Personnes célèbres
- Daiki Kameda est un boxeur.
- Daiki Itō (伊東 大貴) est un sauteur à ski.
- Daiki Nakahata (中畑大樹) est le batteur du groupe de rock Syrup16g.

## Dans les œuvres de fiction
- Daiki Kushima (九島 大樹, Kushima Daiki?) est un personnage du manga Silent Eye.
- Daiki Aomine (青峰 大輝 Aomine Daiki) est un personnage dans Kuroko's Basket.
- Daiki Mumura (馬村 大輝, Mamura Daiki) est un personnage dans Hirunaka no Ryuusei.